# Antoni Mas Busquets
Antoni Mas Busquets (Palma, 1956) és bibliotecari i escriptor mallorquí autor de diversos llibres de relats. Va ser bibliotecari a la Biblioteca Joan Alcover de Palma. La seva obra Només se salvaran els llamps va guanyar l'any 2022 el premi Andròmina de narrativa, un dels Premis Octubre, segons el jurat en valorar-ne «la qualitat literària dels relats recollits en l’obra, que recullen temes com ara la contradicció humana i l’absurditat de moltes situacions quotidianes». Es tracta d'una obra de contes llargs o “històries mínimes”, un gènere que el mateix autor va reconèixer no haver treballat mai. Abans d'això, no havia publicat res des del 2009.

## Obra
- Fibra òptica (1999), finalista del Premi de Narrativa Marià Vayreda 1998
- Sortida d'emergència (2002)
- Terra cremada (2006)
- Abans de ser pedra (2008)
- Per ordre d'aparició (2009)
- Només se salvaran els llamps (2022)